# An Overdose of Death...
| Recensione   | Giudizio |
| ------------ | -------- |
| AllMusic     |          |
| Blabbermouth |          |

An Overdose of Death... è il terzo album della band Thrash metal statunitense Toxic Holocaust. È stato pubblicato dalla Relapse Records il 2 settembre del 2008. Sono stati registrati dei video musicali per i brani Wild Dogs, Nuke the Cross e Lord of the Wasteland. La critica ha annoverato queste tre tracce tra le migliori di un buon ma mixato album.

## Tracce
1. Wild Dogs – 2:18
2. Nuke the Cross – 2:48
3. Endless Armageddon – 3:15
4. Future Shock – 2:33
5. War Game – 0:59
6. In the Name of Science – 3:24
7. March from Hell – 2:53
8. Gravelord – 2:17
9. War Is Hell – 3:01
10. The Lord of the Wasteland – 2:48
11. Feedback, Blood and Distortion – 3:27
12. Death from Above – 2:00
13. City of a Million Graves – 4:51

## Formazione
- Joel Grind- voce, chitarra ritmica, basso
- Paul "Personality" Barke- chitarra solista, produzione
- Donny Paycheck- batteria